# Jesús González Schmal
Jesús Porfirio González Schmal (Torreón, Coahuila; 6 de noviembre de 1942) es un abogado y político mexicano, actualmente miembro del partido Movimiento Regeneración Nacional.

## Trayectoria
Jesús González Schmal es abogado egresado de la Universidad Nacional Autónoma de México y licenciado en Administración de Empresas por la Universidad Iberoamericana. Desde joven ingresó al Partido Acción Nacional junto con su hermano Raúl González Schmal, quien llegó a presidir el partido en forma interina. 
En dos ocasiones fue diputado federal postulado por el PAN, en la LI Legislatura de 1979 a 1982 y en la LIII Legislatura de 1985 a 1988, en 1987 fue precandidato de su partido a la Presidencia de la República, siendo derrotado por Manuel Clouthier.
En 1988 fue candidato a senador por el Distrito Federal , siendo derrotado por Ifigenia Martínez y Porfirio Muñoz Ledo candidatos de la oposición. Renunció al PAN en 1992 y fue candidato a gobernador de Coahuila en las Elecciones de 1993 por el Partido Demócrata Mexicano y durante algún tiempo se mantuvo alejado de la política. En 1997 el recién elegido jefe de Gobierno del DF Cuauhtémoc Cárdenas Solórzano lo nombró oficial mayor del Gobierno del Distrito Federal.
Se unió a Convergencia y en 2003 fue elegido diputado federal a la LIX Legislatura. Se distinguió por rechazar públicamente las irregularidades y los supuestos argumentos legales que le quitaron la inmunidad jurídica al jefe de Gobierno del Distrito Federal, Andrés Manuel López Obrador en abril de 2005. En 2006, presidió una comisión especial que investigaría probables irregularidades en los negocios de los hijos de Marta Sahagún, la esposa del presidente Vicente Fox. En su informe final, la comisión presentó múltiples irregularidades, situación que inconformó a Sahagún y la llevó a difundir en conferencia de prensa, desde Los Pinos, un duro mensaje en contra de González Schmal.
En enero del 2011, fue nombrado candidato a la gubernatura del Estado de Coahuila, cargo al que no llegó ni alcanzó un número importante de votos que le permitiera tener representación en el Congreso local de Coahuila. Fue candidato a senador por Coahuila, por el PRD, el PT, y el MC, en las elecciones federales de 2012, obteniendo el tercer lugar de las preferencias electorales. En las elecciones intermedias de 2015, fue candidato a la jefatura delegacional por MORENA en la delegación Benito Juárez. 
Actualmente, se desempeña como titular de la Autoridad del centro histórico en la Ciudad de México.